# Voglio vederti danzare (Prezioso feat. Marvin)
Voglio vederti danzare è un singolo del maggio 2003 dei disc jockey italiani Giorgio e Andrea Prezioso assieme al cantante Alessandro Moschini (in arte Marvin), versione dance di Voglio vederti danzare di Franco Battiato.
Venne proposta al Festivalbar 2003.

## Tracce
CD Maxi
1. Prezioso feat. Marvin – Voglio Vederti Danzare (Radio Version) – 3:44 (Franco Battiato, Giusto Pio, Giorgio Prezioso, Andrea Prezioso, Alessandro Moschini)
2. Prezioso feat. Marvin – Voglio Vederti Danzare (Extended Version) – 5:23 (Franco Battiato, Giusto Pio, Giorgio Prezioso, Andrea Prezioso, Alessandro Moschini)
3. Prezioso feat. Marvin – One Night In Bresaola – 5:40 (Giorgio Prezioso, Andrea Prezioso, Alessandro Moschini, Roberto Remondina)

Durata totale: 14:47

## Classifiche
| Classifica (2003) | Posizione massima |
| ----------------- | ----------------- |
| Austria           | 37                |
| Germania          | 94                |
| Italia            | 6                 |
| Romania           | 81                |